# 薩莫斯 (密蘇里州)
薩莫斯（英語：Samos）是位於美國密蘇里州密西西比縣的非建制地區。

## 歷史
薩莫斯的郵局於1884年設立，其後於1938年停運。

## 地理
薩莫斯所處的海拔為高於海平面95米（即312英呎），而該地所採用的時區為UTC-6，即北美中部時區（CST）。同時該地設有夏令時間，為UTC-6調快一小時，即UTC-5（CDT）。